# Федерация профсоюзов России
Федерация профсоюзов России (ФПР) — общероссийское профсоюзное объединение, входит в состав Конфедерации труда России.

## Краткая история
ФПР была создана на учредительном съезде, прошедшем в Москве 24 апреля 2004 года. Основу профсоюзной федерации составили Федеральный профсоюз авиадиспетчеров, Межрегиональное объединение рабочих профсоюзов «Защита труда», Профсоюз работников радиолокации, радионавигации и связи России, Межрегиональный профсоюз «Солидарность», а также ряд других профсоюзных организаций. Председателем ФПР на съезде был избран глава профсоюза авиадиспетчеров Сергей Ковалёв.
Второй съезд ФПР прошел также в Москве 15 мая 2008 года. На съезде была принята программа профсоюзной федерации «Задачи коллективных действий». Сергей Ковалев был переизбран председателем ФПР.
19 июля 2010 года было подписано Соглашение о сотрудничестве между ФПР и Конфедерацией труда России. Как заявляли представители обоих профсоюзных федераций, конечной целью Соглашения является объединение КТР и ФПР в единое общероссийское объединение профсоюзов. 30 октября 2010 года Федерация профсоюзов России вошла в состав Конфедерации труда России.